# En fattig munk från Skara
"En fattig munk från Skara" är en dikt av Gustaf Fröding, publicerad 1891 på knittel. Den ingår som sista dikt i diktsamlingen Guitarr och dragharmonika.
Den utspelar sig under svensk medeltid och handlar om en katolsk munk som blivit bannlyst efter ett antal svåra brott och synder.